# Auchel
Auchel – miejscowość i gmina we Francji, w regionie Hauts-de-France, w departamencie Pas-de-Calais.
Według danych na rok 1990 gminę zamieszkiwały 11 813 osoby, a gęstość zaludnienia wynosiła 1969 osób/km² (wśród 1549 gmin regionu Nord-Pas-de-Calais Auchel plasuje się na 64. miejscu pod względem liczby ludności, natomiast pod względem powierzchni na miejscu 594.).

## Współpraca
- West Malling, Wielka Brytania
- Iserlohn, Niemcy